# Nigel de Jong
Nigel de Jong (pronunțat [ˈnɑjdʒəl də ˈjɔŋ]; n. 30 noiembrie 1984) este un jucător de fotbal neerlandez care joacă pentru FSV Mainz 05 și pentru Echipa națională de fotbal a Țărilor de Jos.

## Palmares

### Ajax
- Eredivisie: 2004
- KNVB Cup: 2006
- Johan Cruijff Shield: 2005

### Manchester City
- FA Cup: 2010–11
- Premier League: 2011–12

### Individual
- Talentul Anului Amsterdam (1): 2002